# Caída de Damasco
La caída de Damasco o segunda batalla de Damasco ocurrió el 7 de diciembre de 2024 cuando el grupo de oposición sirio conocido como Sala de Operaciones del Sur, en coordinación con el Comando de Operaciones Militares,  dirigió fuerzas que ingresaron a la región de Rif Dimashq de Siria desde el sur, y esas fuerzas luego llegaron a 20 kilómetros (12,4 mi) al este de la capital del país, Damasco. El ejército sirio se retiró de varios puntos de las afueras.  Simultáneamente con el avance hacia Damasco, la milicia opositora Tahrir al-Sham y el Ejército Nacional Sirio respaldado por Turquía en el norte lanzaron una ofensiva en Homs,  mientras que el Ejército Libre Sirio avanzó hacia la capital desde el sureste.   El 8 de diciembre de 2024, las fuerzas rebeldes entraron en el barrio de Barzeh de la ciudad.  Según informes oficiales en los medios de comunicación rusos y en imágenes de los medios, el presidente Bashar al-Assad salió de Damasco en avión hacia Moscú, donde se le concedió asilo,  sellando la caída de su régimen .

## Antecedentes
A fines de 2018, los grupos rebeldes de la oposición siria se vieron obligados a ingresar a la Gobernación de Idlib, la última gobernación en manos de los rebeldes en Siria después de siete años de lucha contra el régimen de Assad y el ejército sirio durante la guerra civil siria, después de que el SAA capturara la ciudad de Alepo y realizara acuerdos de paz con grupos rebeldes en la gobernación meridional de Daraa .   En Idlib había varios grupos rebeldes, entre ellos Tahrir al-Sham (HTS), que descendía del Frente Al-Nusra, una filial de Al Qaeda, el Ejército Nacional Sirio (SNA), respaldado por Turquía, y docenas de grupos de oposición nacionalistas e islamistas más pequeños que operan en gran medida bajo un mando compartido con grupos más grandes.  En el sur de Siria, la oposición estaba compuesta principalmente por combatientes desmovilizados que se habían reconciliado mediante acuerdos de alto el fuego previos y posteriormente llevaron a cabo insurrecciones locales cuando las fuerzas gubernamentales se retiraron a principios de diciembre. Una fuerza adicional de oposición del Ejército Libre Sirio respaldada por Estados Unidos controlaba una sección del desierto alrededor del puesto de al-Tanf.
Entre el final del alto el fuego y el inicio de las ofensivas de la oposición siria de 2024, el líder autocrático del HTS, Ahmed al-Sharaa, buscó acuerdos de paz con las otras coaliciones rebeldes y persiguió a los combatientes de Hurras al-Din y del Estado Islámico en las zonas controladas por los rebeldes.  Jolani también construyó instituciones para digitalizar el área controlada por los rebeldes, como mejorar la recaudación de impuestos, la limpieza de las calles y la distribución de alimentos, al tiempo que predicaba un mensaje de unidad a los cristianos y chiitas.  
En cambio, el Estado sirio dirigido por Assad puso más dinero en financiar la industria del captagon, dirigiendo en la práctica un cártel de la droga.  La corrupción se extendió después de 2018, y los reclutas dentro del SAA se desmoralizaron a medida que aliados clave en los primeros años de la guerra, como Irán, Rusia y Hezbollah, se involucraron en guerras en otros lugares.  

## Preludio
En noviembre de 2024, una coalición de grupos rebeldes encabezada por HTS atacó Alepo, superando rápidamente a los defensores desmotivados y desorganizados. En respuesta, Assad viajó a Rusia para solicitar ayuda militar el 28 de noviembre; su solicitud fue denegada. Sin embargo, al regresar a casa, mintió a sus comandantes superiores y asesores, afirmando que Rusia pronto enviaría ayuda.  Su esposa Asma llevaba meses en Moscú para recibir tratamiento contra el cáncer, acompañada de sus hijos.   Unos días después, los rebeldes capturaron Alepo. Después surgieron informes de un golpe de Estado liderado por el director de Seguridad del Estado sirio, general Hossam Louka, contra el gobierno de Assad. Tanto el Comando General del Ejército sirio como el embajador iraní en Siria, Hossein Akbari, negaron estos informes.  El 2 de diciembre, Assad se reunió con el ministro de Asuntos Exteriores iraní, Abbas Araghchi, para discutir la situación. Confió que las Fuerzas Armadas sirias eran demasiado débiles para ofrecer una resistencia efectiva al continuo avance rebelde. De todos modos, no solicitó una mayor ayuda iraní, probablemente debido a la preocupación por una intervención israelí. En ese momento, el presidente sirio posiblemente había llegado a la conclusión de que la guerra ya estaba perdida. A pesar de ello, continuó diciéndoles a su círculo íntimo que el apoyo ruso llegaría, implorándoles que continuaran con su trabajo. 
Tras la caída de Hama el 5 de diciembre, el gobierno comenzó a redistribuir sus tropas desde Ghouta Oriental, incluidas Duma y Harasta, hacia las entradas y salidas de Damasco.  Sin embargo, los testigos declararon que los esfuerzos por organizar una defensa adecuada fracasaron rápidamente porque la mayoría de los oficiales y soldados se negaron a continuar resistiendo o directamente huyeron. Hubo órdenes contradictorias para los soldados y policías: los comandantes inicialmente les ordenaron permanecer en sus posiciones o retirarse o viceversa. Según se informa, sólo los oficiales alauitas expresaron su voluntad de defender la capital.   Irán comenzó a retirar su personal de Siria en las primeras horas del 6 de diciembre de 2024, retirando a los principales comandantes de la Fuerza Quds del CGRI y ordenando evacuaciones en la Embajada de Irán en Damasco y en las bases del CGRI en toda Siria. Los iraníes evacuados se dirigen hacia el Líbano e Irak.  China también ayudó activamente a sus ciudadanos a salir del país.  Ese mismo día, los rebeldes al sur de Damasco anunciaron la " Sala de Operaciones del Sur " (SOS), aprovechando la retirada generalizada y el colapso de las tropas leales en la región. El SOS rápidamente comenzó a tomar el control de las ciudades y áreas rurales del sur en cooperación con otras fuerzas de oposición. 
A principios del 7 de diciembre de 2024, los rebeldes habían capturado la mayor parte de las gobernaciones de Daraa y Suwayda y habían otorgado paso seguro a algunas fuerzas pro gubernamentales hacia Damasco .   Maher al-Assad, hermano de Bashar y jefe de la 4.ª División Blindada, fue el encargado de defender la capital. A pesar del caos existente en las Fuerzas Armadas sirias, en realidad tenía la intención de hacerlo; según se informa, a Maher le habían dicho que la retirada militar de otras regiones tenía como objetivo reunir todas las fuerzas para una última resistencia en Damasco. Finalmente, el comandante de la 4.ª División descubrió que el jefe del Estado Mayor había ordenado una retirada general de la capital, por lo que intentó revocar la orden con poco éxito. 

## Eventos

### Entrada de los rebeldes y huida de Asad
El 7 de diciembre de 2024, los rebeldes sirios anunciaron que comenzaron a rodear Damasco después de capturar ciudades cercanas, y el comandante rebelde Hassan Abdel Ghani declaró: "Nuestras fuerzas han comenzado a implementar la fase final del cerco de la capital, Damasco".  Los rebeldes comenzaron a rodear la capital después de capturar Al-Sanamayn, una ciudad 20 kilómetros (12,4 mi) al este de Damasco. de la entrada sur de Damasco.  En la región de Rif Dimashq, las fuerzas pro gubernamentales se retiraron de las ciudades de Assal al-Ward, Yabroud, Flitah, Al-Naseriyah y Artouz, mientras que los rebeldes llegaron a 10 kilómetros (6,2 mi) de la capital. de Damasco.  El gobierno sirio negó las afirmaciones de que su ejército se había retirado de posiciones cercanas a la ciudad.  Por la tarde, las fuerzas pro gubernamentales habían abandonado las ciudades de las afueras de Damasco, incluidas Jaramana, Qatana, Muadamiyat al-Sham, Darayya, Al-Kiswah, Al-Dumayr, Daraa y los sitios cercanos a la base aérea de Mezzeh .  Se dice que Maher al-Assad y su 4.ª División estaban entre los pocos leales que todavía intentaban defender la ciudad;   su segundo al mando fue encontrado más tarde muerto en su oficina, lo que posiblemente indica disputas violentas sobre las órdenes y fugas de muchos oficiales militares. 
Según el Observatorio Sirio de Derechos Humanos, los rebeldes sirios estaban activos en los suburbios de Jaramana, Muadamiyah y Darayya, en Damasco, y marchaban desde el este hacia Harasta .  En la plaza principal de Jaramana, los manifestantes derribaron una estatua de Hafez al-Assad .   Por la tarde, las fuerzas pro gubernamentales se retiraron de varios suburbios donde estallaron protestas a gran escala.  A medida que la Sala de Operaciones del Sur avanzaba en los suburbios de Damasco,  se informó que el Ejército Libre Sirio se acercaba a la capital desde el norte, después de tomar el control de Palmira, así como de Darayya .  La Guardia Republicana, tradicionalmente encargada de proteger al gobierno sirio, no organizó ninguna defensa de Damasco y no ofreció resistencia a los avances rebeldes.  Según The Guardian, videos mostraron a la policía siria y a las fuerzas del ejército quitándose los uniformes en las calles de Damasco  y un periodista de Associated Press informó haber visto residentes armados a lo largo de las calles en las afueras de Damasco y haber encontrado la sede principal de la policía de la ciudad abandonada. Se informó de movimientos de tanques en las plazas centrales de la capital, mientras que desde las mezquitas se oían gritos de "Dios es grande". 
Incluso mientras la situación en Damasco se deterioraba, Assad aparentemente fingió trabajar como siempre, aunque no hizo ningún esfuerzo por organizar una última resistencia o inspirar confianza públicamente entre sus leales.  Los medios estatales sirios negaron oficialmente las acusaciones de que había huido de la capital.  Por la tarde, Assad se reunió con treinta jefes del ejército y de seguridad en el Ministerio de Defensa, y les instó a seguir resistiendo a los insurgentes mientras el apoyo ruso estaba en camino. A las 22:30 horas, el presidente recibió una llamada telefónica de su primer ministro, Mohammad Ghazi al-Jalali, quien le informó que la situación del gobierno había empeorado aún más, con un gran número de refugiados huyendo de Homs hacia Latakia. Assad le respondió simplemente: "Mañana veremos. Mañana, mañana", dando por finalizada la llamada. Luego llamó por teléfono a Bouthaina Shaaban, pidiéndole que escribiera un discurso para él, y le dijo a su oficina presidencial que conduciría de regreso a su casa para pasar la noche.  En realidad, Assad se dirigió a un aeropuerto, abordó en secreto un avión que luego voló bajo el radar con el transpondedor del avión apagado hacia la base aérea de Khmeimim, desde donde huyó a Rusia.    No informó a ninguno de sus allegados ni a sus familiares más cercanos sobre su huida, e incluso su hermano Maher al-Assad se quedó atrás.   La cuenta de Telegram de la presidencia siria publicaría más tarde una declaración atribuida a Assad, diciendo que había ido a una base militar rusa en la Gobernación de Latakia "para supervisar las operaciones de combate" después de la caída de Damasco, pero fue evacuado del país por Rusia después de ser asediado por las fuerzas rebeldes, añadiendo que no tenía intención de dimitir o exiliarse.  Tras la desaparición del presidente, su director de prensa, Kamel Sakr, dijo inicialmente a los periodistas que Assad iba a "hacer una declaración muy pronto". Poco después, dejó de responder a las llamadas, al igual que el ministro del Interior, Mohammad Khaled al-Rahmoun . 
Los leales al gobierno se dieron cuenta de que Assad había huido al enterarse de que su casa estaba desierta  y que la Guardia Republicana ya no estaba desplegada en su residencia habitual.  Cuando se difundió la noticia de su fuga, la resistencia leal restante se derrumbó por completo.  Durante la noche, los rebeldes anunciaron que un "grupo" de altos funcionarios del gobierno y oficiales militares en Damasco se estaban preparando para desertar a la oposición.  Esa misma noche, la prisión de Sednaya fue capturada y sus reclusos liberados.  La radio progubernamental Sham FM informó que el aeropuerto de Damasco había sido evacuado y todos los vuelos suspendidos. 

### Toma de poder por parte de los rebeldes
Durante la madrugada del 8 de diciembre de 2024, el primer ministro Ghazi al-Jalali intentó comunicarse con Assad por teléfono, pero nadie respondió.  Mientras tanto, el Observatorio Sirio de Derechos Humanos informó que las fuerzas del gobierno sirio se estaban disolviendo después de que sus superiores les informaran que el régimen había caído tras la salida de un vuelo privado desde un aeropuerto de Damasco.  La captura de Homs esa misma mañana por Tahrir al-Sham y el Ejército Nacional Sirio separó efectivamente a Damasco de los bastiones costeros de al-Assad en Tartus y Latakia .  Algunos miembros del Gobierno y de la familia de Al-Assad intentaron escapar del cerco.  Maher al-Assad huyó con éxito a Irak en helicóptero,  pero el coche de los primos de Bashar, Ihab Makhlouf e Iyad Makhlouf, fue interceptado por rebeldes que mataron a Ihab y capturaron a Iyad.  El jefe de seguridad del palacio todavía estaba en su puesto en la residencia de Assad, informando a los soldados que huían que no abandonaría el lugar sin el presidente. No queriendo creer que Bashar al-Assad lo había abandonado, finalmente fue capturado por los insurgentes. 
En cuestión de horas, todo Damasco fue capturado por los rebeldes,  la mayoría de ellos pertenecientes al SOR.  Un grupo de opositores anunció su victoria en una emisión de la televisión estatal siria . Al mismo tiempo, el primer ministro Ghazi al-Jalali expresó su disposición a "extender la mano" a la oposición. El mando del ejército sirio emitió dos declaraciones contradictorias: una de admisión de la derrota y una segunda de continuar su lucha contra los "grupos terroristas", específicamente en Homs, Hama y Daraa.  Poco después, los medios estatales rusos informaron oficialmente que Assad había huido a Moscú .   Posteriormente, el presidente ruso Vladímir Putin le "concedió asilo personalmente".  El portavoz se negó a hacer comentarios sobre el paradero específico de Assad, diciendo que Putin no tenía previsto reunirse con él. 

### Secuelas
Tras la toma de Damasco por los rebeldes, varios lugares de la capital fueron saqueados, incluida la embajada de Irán, las propiedades de Assad y oficinas gubernamentales; el Banco Central de Siria fue sitiado  y el salón de recepciones del Palacio Presidencial fue incendiado. Las estatuas de Hafez al-Assad fueron derribadas en todo el país.  Las embajadas rusa y china quedaron intactas.   Los rebeldes anunciaron un toque de queda de 13 horas en la capital en medio de una fuerte presencia rebelde armada y tráfico en la capital. La televisión estatal siria, ahora bajo control rebelde, reanudó sus transmisiones.  Los miembros del clan Al-Assad expresaron su resentimiento por la huida de Bashar y su familia cercana, y un pariente afirmó que "todos sienten que los traicionó". 
Israel bombardeó la base aérea de Mezzeh en Damasco.  Otro ataque tuvo como objetivo un supuesto centro de investigación iraní utilizado para el desarrollo de misiles en el distrito de Kafr Sousa.  El ejército israelí también cruzó la frontera hacia Siria, tomando posesión del territorio adyacente a la frontera después de que éste fuera abandonado por el ejército sirio. 
Mohammed al-Bashir, jefe del Gobierno de Salvación Sirio, fue nombrado nuevo primer ministro del gobierno de transición sirio el 9 de diciembre. 

## Reacciones
- Afganistán: Los talibanes afirmaron que el régimen de Assad era la "causa de la guerra y la inestabilidad" y felicitaron a Tahrir al-Sham.[74]
- Canadá: El primer ministro Justin Trudeau dijo que la caída de la dictadura de Assad "pone fin a décadas de opresión brutal" y dijo que Canadá está siguiendo de cerca la transición.[75]
- China: El Ministerio de Asuntos Exteriores afirmó que "está siguiendo de cerca el desarrollo de la situación en Siria y espera que Siria vuelva a la estabilidad lo antes posible" e instó a todas las partes a garantizar la seguridad de los ciudadanos chinos en Siria.[76]
- Unión Europea: La jefa de política exterior de la UE, Kaja Kallas, calificó el fin del régimen de Asad como un "acontecimiento positivo y largamente esperado" y afirmó que estaba en estrecho contacto con los ministros regionales. Subrayó que la reconstrucción de Siria será "larga y complicada".[77]
- Francia: El presidente Emmanuel Macron comentó en las redes sociales: "El Estado bárbaro ha caído. Por fin. Rindo homenaje al pueblo sirio, a su coraje, a su paciencia". Añadió que Francia seguirá comprometida con la seguridad en Oriente Medio.[78]
- Alemania: La ministra de Asuntos Exteriores, Annalena Baerbock, calificó el fin del régimen de Asad como "un gran alivio para millones de personas en Siria" y advirtió que "el país no debe caer en manos de otros radicales".[79]
- Indonesia: El Ministerio de Asuntos Exteriores informó que el 9 de diciembre de 2024, la Embajada de Indonesia en Damasco fue atacada por balas perdidas de las Fuerzas de Oposición Siria, lo que causó daños menores al edificio. No se reportaron víctimas ni heridos en el ataque. El Ministerio pidió a los ciudadanos indonesios en Siria que mantengan la calma y eviten salir de sus residencias.[80]
- Irán: El Ministerio de Relaciones Exteriores informó que había evacuado con éxito al personal de la Embajada.[81]
- Catar: El ministro de Asuntos Exteriores, Jeque Mohammed bin Abdulrahman Al Thani, criticó a Assad por no aprovechar la anterior pausa en los combates para abordar los problemas subyacentes de Siria, afirmando: "Assad no aprovechó esta oportunidad para empezar a comprometerse y restablecer su relación con su pueblo".[82]
- Rusia: Tras el llamado de Rusia a sus ciudadanos para que abandonen Siria, la Embajada rusa informó que todo su personal se encontraba a salvo tras la caída de Damasco.[83] El Ministerio de Asuntos Exteriores de Rusia declaró que estaba en contacto con "todos los grupos de la oposición siria", pero no jugó ningún papel en las negociaciones.[84]
- Reino Unido: El primer ministro Keir Starmer dijo: "El pueblo sirio ha sufrido durante demasiado tiempo bajo el régimen bárbaro de Asad y acogemos con satisfacción su marcha. Ahora nos centramos en garantizar que prevalezca una solución política y se restablezcan la paz y la estabilidad".[85][86]
- Naciones Unidas: El enviado especial para Siria, Geir Pedersen, pidió que se celebren conversaciones urgentes en Ginebra para garantizar una "transición política ordenada" y la implementación de la Resolución 2254 del Consejo de Seguridad.[87]
- Estados Unidos: La Casa Blanca informó que “el presidente Biden y su equipo están siguiendo de cerca los extraordinarios acontecimientos en Siria y manteniéndose en contacto constante con sus socios regionales”.[88] En un discurso televisado dirigido a los estadounidenses el 8 de diciembre de 2024, el presidente estadounidense Joe Biden declaró: "Por fin ha caído el régimen de Asad. Este régimen ha brutalizado, torturado y asesinado literalmente a cientos de miles de sirios inocentes. La caída del régimen es un acto fundamental de justicia".[89]+